# Angelo Montiglio
Angelo Montiglio (Casale Monferrato, 10 maggio 1907 – ...) è stato un calciatore italiano, di ruolo attaccante.

## Carriera
Giocò per due stagioni in Serie A con il Casale. Precedentemente, aveva militato a Nocera Inferiore, svolgedo, per la Nocerina, il ruolo di allenatore e giocatore.

## Palmarès

### Giocatore

#### Competizioni nazionali
- Serie B: 1

Casale: 1929-1930